# Brachyhypopomus diazi
Brachyhypopomus diazi är en fiskart som först beskrevs av Fernández-yépez 1972.  Brachyhypopomus diazi ingår i släktet Brachyhypopomus och familjen Hypopomidae. Inga underarter finns listade.